# Hipsters
För andra betydelser, se Hipster.

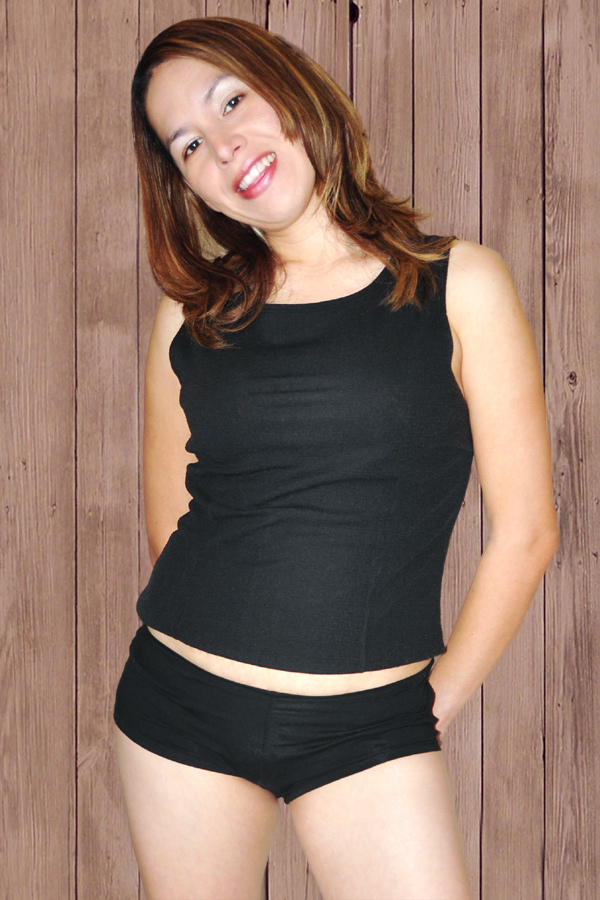
Kvinna i svarta hipsters.

Hipsters är tajta trosor som är lågt skurna. Kallas även hipstertrosa (vanligen i plural hipstertrosor) och ordet finns belagt i svenska språket åtminstone sedan 2000.
Hipsters är ofta lågt skurna i överkant och mer eller mindre balanserar på höften, ofta med ben. Modellen blev mycket populär i början av 2000-talet, då de förekom i TV-serien Sex and the City.